# Craik
Craik är en ort i Kanada.   Den ligger i provinsen Saskatchewan, i den södra delen av landet, 2 300 km väster om huvudstaden Ottawa. Craik ligger 581 meter över havet och antalet invånare är 453.
Terrängen runt Craik är platt. Trakten runt Craik är nära nog obefolkad, med mindre än två invånare per kvadratkilometer..
Trakten runt Craik består till största delen av jordbruksmark.